# El fraude
Arbitrage (El fraude para España e Hispanoamérica) es una película de drama criminal estadounidense de 2012 escrita y dirigida por Nicholas Jarecki y protagonizada por Richard Gere, Susan Sarandon, Tim Roth y Brit Marling. El rodaje comenzó en abril de 2011 en la ciudad de Nueva York. Se estrenó en los cines de Estados Unidos en septiembre de 2012. 

## Argumento
El magnate de los fondos de cobertura de la ciudad de Nueva York, Robert Miller (Richard Gere), administra un fondo con su hija Brooke (Brit Marling)  y está a punto de venderlo para obtener una ganancia considerable. Está teniendo una aventura con una mujer mucho más joven, la dueña de la galería Julie Côte (Laetitia Casta), a quien también ha ayudado económicamente. Sin embargo, sin que Brooke y la mayoría de sus otros empleados lo supieran, Miller ha preparado los libros de su empresa y ha pedido prestados $ 412 millones a un asociado para cubrir una pérdida de inversión y evitar ser arrestado por fraude.
El comprador potencial, James Mayfield (Graydon Carter), está deteniendo el proceso y el prestamista de Miller quiere solicitar el préstamo, pero Miller dice que necesita que el dinero permanezca en su cuenta hasta que se complete la auditoría de la venta. Ellos programan una reunión en un restaurante durante la cual se firmarán los contratos, y es la misma noche que la exposición de la galería de Julie, a la que Miller ha prometido asistir. Julie envía mensajes de texto y llama continuamente a Miller durante la reunión, que se prolonga mientras esperan que llegue Mayfield. Cuando Mayfield no aparece, Miller se marcha disgustado, pero no antes de que Brooke le informe que ha encontrado algunas discrepancias financieras en viejos libros de contabilidad.
Miller finalmente va a la inauguración de Julie, pero ella le dice que se vaya. Él regresa y pelean, pero él la convence de que lo acompañe en un viaje al norte del estado. Miller se queda dormido al volante y choca el auto, lo que resulta en la muerte de Julie. Un Miller lesionado casi llama al 9-1-1, luego se da cuenta de que debe encubrir su participación. Huye de la escena cuando el coche estalla en llamas. Miller llama a Jimmy Grant (Nate Parker), el hijo de su difunto chofer, quien se siente leal a Miller por pagar las facturas médicas de su padre. Después de que Jimmy lo lleva a casa, Miller saca los DVD de las cámaras de seguridad que muestran su llegada tardía, quema su ropa ensangrentada y luego se va a la cama magullado a las 4:30 a. m., lo que despierta la sospecha de su esposa Ellen (Susan Sarandon).
Al día siguiente, Miller comenta su situación "hipotética" con su abogado (Stuart Margolin), quien aconseja a la persona hipotética que se entregue, ya que se acumularán las mentiras necesarias para mantener la historia en secreto. El abogado también menciona que Ellen visitó a un abogado de bienes raíces. Más tarde, Miller es interrogado por el detective de policía Bryer (Tim Roth), quien está interesado en arrestarlo por homicidio involuntario. Mientras tanto, Brooke descubre el fraude de Miller y, al darse cuenta de que podría estar implicada, se enfrenta a él. Miller admite el fraude, pero insiste en que lo manejará. Jimmy es arrestado y presentado ante un gran jurado, pero aún se niega a admitir que ayudó a Miller a encubrir el accidente. Miller una vez más contempla entregarse. A pesar de que Jimmy está a punto de ir a prisión, Miller le dice que los inversores dependen de él y que esperar a que se cierre la venta antes de presentarse serviría para un bien mayor. Finalmente, Miller se saca a sí mismo y a Jimmy de problemas al demostrar que Bryer fabricó pruebas, con la ayuda del abogado contratado para Jimmy, Earl Monroe (Reg E. Cathey).
Con la auditoría completa y la empresa a la venta, Miller se reúne con Mayfield y acuerdan un precio. Más tarde, Ellen confronta a Miller y le ofrece un trato: si él firma un acuerdo de separación que otorga todos los derechos de voto y dinero a su fundación sin fines de lucro y a su hija, ella mentirá y dirá que estuvo con él la noche del accidente; si se niega, ella dirá la verdad y él irá a la cárcel. Mientras tanto, Mayfield analiza una auditoría secundaria que se ha realizado en la empresa de Miller. El informe muestra un problema, pero Mayfield opta por ignorarlo y seguir adelante con la venta.
En la escena final, Miller se dirige a un banquete en su honor, con Ellen a su lado y Brooke presentándolo. Sin embargo, tanto el abrazo frío de Brooke como la expresión enojada de Ellen, contrastan con el comportamiento confiado de Miller. Miller no se ha dejado intimidar por el intento de chantaje de Ellen, que sabe tan bien como él que el contrato que había redactado la haría igualmente responsable de cargos criminales si la policía descubría la verdad. Sonriendo mientras se acerca al podio para pronunciar su discurso, la pantalla se vuelve negra.

## Reparto
- Richard Gere como Robert Miller.
- Brit Marling como Brooke Miller.
- Susan Sarandon como Ellen Miller.
- Tim Roth como Det. Michael Bryer.
- Nate Parker como Jimmy Grant.
- Laetitia Casta como Julie Côte.
- Stuart Margolin como Syd Felder.
- Reg E. Cathey como Earl Monroe.
- Austin Lysy como Peter Miller.
- Chris Eigeman como Gavin Briar.
- Bruce Altman como Chris Vogler.
- Graydon Carter como James Mayfield.
- Curtiss Cook como Det. Mills.
- Paula Devicq como Cindy, asistente de Robert.
- Gabrielle Lazure como Sandrine Côte.

## Recepción

### Taquilla
Lionsgate y Roadside Atracciones pagaron 2,1 millones de dólares para adquirir los derechos de esta película en los Estados Unidos y gastaron alrededor de 3 millones de dólares en la promoción del estreno de la película en cines y VOD. La película siguió recaudando $ 7,9 millones en la taquilla de Estados Unidos y $ 14 millones en ventas de VOD en Estados Unidos.
A partir de 2014 , la película había recaudado más de $ 35,485,056 en la taquilla mundial.
La película también superó económicamente en varias áreas: estableció un récord como el estreno de "día y fecha" más taquillero de todos los tiempos, lo que significa que superó a todas las demás películas estrenadas simultáneamente en cines y "bajo demanda". También se abrió a un promedio por pantalla en los Estados Unidos de más de $ 10,000, lo que la convirtió en una de las películas promedio por pantalla más altas del año. Fue la mejor película en Israel dos semanas seguidas y no. 3 en España dos semanas seguidas, acercándose a una recaudación teatral española de 5 millones de dólares. Rompió récords de taquilla independientes en muchos otros países, incluidos Australia, los Emiratos Árabes Unidos y Suiza.

### Crítica
En Rotten Tomatoes, el 88% de los 169 críticos le dieron a la película una crítica positiva, con una calificación promedio de 7.09/10. El consenso de los críticos del sitio web dice: "Arbitraje es tanto un thriller tenso como un estudio de carácter penetrante, elevado por la fuerza de una actuación típicamente asegurada de Richard Gere". En Metacritic, la película tiene un puntaje promedio ponderado de 73 sobre 100, basado en 35 críticos, lo que indica "críticas generalmente favorables".

### Reconocimientos
Gere fue nominado al Globo de Oro al Mejor Actor - Drama Cinematográfico en la 70.ª Entrega de los Globos de Oro por su actuación.
- Datos: Q2698322

1. ↑  «Richard Gere: Why My Cheating 'Arbitrage' Financier Is Like Bill Clinton». TheWrap (en inglés estadounidense). 18 de septiembre de 2012. Consultado el 19 de agosto de 2021.
2. ↑  «Film studios starting to release video-on-demand sales figures - latimes.com». web.archive.org. 3 de noviembre de 2012. Archivado desde el original el 3 de noviembre de 2012. Consultado el 19 de agosto de 2021.
3. ↑  McClintock, Pamela (16 de enero de 2013). «Sundance 2013: How ‘Arbitrage’s’ VOD Gamble Paid Off». The Hollywood Reporter (en inglés estadounidense). Consultado el 19 de agosto de 2021.
4. ↑  «Arbitrage». Box Office Mojo. Consultado el 19 de agosto de 2021.
5. ↑  «Arbitrage (2012) - Financial Information». The Numbers. Consultado el 19 de agosto de 2021.
6. ↑  Arbitrage (en inglés), consultado el 19 de agosto de 2021.
7. ↑  Arbitrage, consultado el 19 de agosto de 2021.